# Aedes dorsalis
Aedes dorsalis — вид комарів роду Aedes. Компонент гнусу в лісовій та лісостеповій зонах, переносник деяких вірусів, зокрема, збудників східного енцефаломієліту коней.

## Спосіб життя
Личинки знайдені у солонуватій і солоній воді (тобто припливні болота, затоки й озера). Самиці живляться кров'ю великої рогатої худоби і коней. Може кусати людей.
Більшість жінок живуть менш ніж за 90 днів і самці рідко живуть більше 30 днів. Aedes dorsalis зимує в стадії яйця. Aedes dorsalis добре відомий своєю здатністю мігрувати на великі відстані.

### Розмноження
Самиці відкладають у середньому близько 130 яєць у вологому ґрунті. Дає вісім або більше поколінь на рік.

## Розповсюдження
Населяє прибережні припливні болота. Природний ареал простягається на сході Каліфорнії і розмножується в басейні річок Сакраменто і Сан-Хоакін. З допомогою людини поширився у Північній Європі та Північній Азії. Природно поширився по всій Північній Америці.